# Xã 10, Quận Rooks, Kansas
Xã 10 (tiếng Anh: Township 10) là một xã thuộc quận Rooks, tiểu bang Kansas, Hoa Kỳ. Năm 2010, dân số của xã này là 176 người.